# 바닥에는 풍부한 공간이 있다
바닥에는 풍부한 공간이 있다(There's Plenty of Room at the Bottom) 또는 전체 제목 바닥에는 풍부한 공간이 있다: 새로운 물리학 분야로의 초대(There's Plenty of Room at the Bottom: An Invitation to Enter a New Field of Physics)는 1959년 12월 29일 캘리포니아 공과대학교에서 열린 미국 물리학회 연례 회의에서 물리학자 리처드 파인만이 한 강의였다. 파인만은 물리학의 직접적인 조작 가능성을 고려했다. 개별 원자는 당시 사용된 것보다 더 강력한 형태의 합성 화학이었다. 이 강연의 버전은 몇몇 유명 잡지에 재인쇄되었지만 1980년대까지는 거의 주목을 받지 못했다.
이 제목은 "상단에는 항상 공간이 있다"(There is always room at the top)라는 유명한 인용문을 참조한다. 다니엘 웹스터(19세기에 과포화 분야로 여겨졌던 변호사가 되지 말라는 경고에 대한 응답으로 이 문구를 말한 것으로 추정됨)의 말이다.

## 같이 보기
- 무어의 법칙